# Chegga
Chegga (Chegassa) je obec v regionu Tiris Zemmour na severovýchodě Mauritánie. Leží na souřadnicích 25°23′ severní šířky, 5°47′ západní délky, 396 m nad mořem. Průměrné denní letní teploty zde překračují 50 °C.
Chegassa po staletí sloužila jako místo odpočinku pro karavany. Na místě byla též vybudována pevnost s vojenská hlídkou, která je jedinou zajímavostí místa. Historie tohoto místa, tisíce kilometrů od většího města, nikdy nebyla nijak dramatická. Pouze v listopadu 1999 poblíž tohoto místa došlo k únosu 52 německých turistů, kteří byli následně úspěšně předáni za výkupné.
Chegga je významná jako stanoviště pro ptáky – jak ty stěhovavé, kteří zde nalézají útočiště při migraci napříč Afrikou, i jiné, např. vrabec, vlaštovky, holub, pěnice, skřivan, některé druhy sov.